# Belgravia
 Der er for få eller ingen kildehenvisninger i denne artikel, hvilket er et problem. Du kan hjælpe ved at angive troværdige kilder til de påstande, som fremføres i artiklen.

Belgravia er et område sydvest for Buckingham Palace i City of Westminster i det centrale London, England.
Området var ejet af Richard Grosvenor, 2. markise af Westminster, der udviklede det i 1820'erne med Thomas Cubitt som vigtigste entreprenør. Belgravia kendetegnes af hvide, stukdekorerede huse og var fra begyndelsen et af Londons mest eksklusive boligområder, hvilket det fortsat er. Rundt omkring Sloane Square ligger en række eksklusive butikker, og i området omkring Belgrave Square har mange lande deres britiske ambassade.
Efter 2. verdenskrig ophørte man med at bruge mange af de største huse som boliger, men anvendelsesområderne er stærkt begrænset af myndighederne. Kun visse typer virksomheder har lov til at anvende bygningerne, der oftest er kontorer og ambassader. I begyndelsen af det 21. århundrede blev en del af bygningerne omdannet til boliger, eftersom de ikke længere egner sig så godt til kontorlokaler. Samtidig er der flere indbyggere i London, som har råd til at købe ejendommene, der hører til verdens dyrste med priser på over 15 mio. britisk pund.
En del kendte bor eller har boet i Belgravia. Det drejer sig bl.a. om komponisten Frederic Chopin (1810-1849), komponisten Wolfgang Amadeus Mozart (1756-1791), skuespilleren Vivien Leigh (1913-1967), forfatteren Ian Fleming (1908-1964), skuespilleren Sean Connery, skuespilleren Roger Moore, forfatteren Mary Shelley (1797-1851), den tidligere premierminister Margaret Thatcher, skuespilleren og forfatteren Joan Collins, sangerinden Sarah Brightman og modellen Elle Macpherson.

## Historie
Den pensionerede britiske general Henry Hughes Wilson blev skudt ned og dræbt 22. juni 1922 i Belgravia. Briterne mente, det var IRA, der stod bag og krævede at Michael Collins tog affære mod besætterne i Four Courts. Alternativt ville de selv gøre det. For Collins var det vigtigt ikke at give briterne et påskud for at indsætte styrker i Irland og blev dermed tvunget til at angribe, hvilket udløste den irske borgerkrig. Briterne vidste ikke, at det var Collins selv, der havde beordret Wilson dræbt som repressalie efter angreb mod katolikker i Nordirland.
51°29′53″N 0°09′16″V / 51.498°N 0.1545°V